# 2MASS 1503+2525
2MASS 1503+2525 (= 2MASS J15031961+2525196) is een bruine dwerg met magnitude van +13.937 (J) en een spectraalklasse van T5.5. De ster bevindt zich 20,94 lichtjaar van de zon.